# Scooby-Doo! Crociera sulla Luna
Scooby-Doo - Crociera sulla Luna (Scooby-Doo! Moon Monster Madness) è un film di animazione del 2015, diretto da Paul McEvoy, basato sui personaggi di Scooby-Doo.
Prodotto dalla Warner Bros. Animation, è stato distribuito negli Stati Uniti il 17 febbraio 2015, mentre in Italia è andato in onda in prima TV su Boomerang il 29 aprile 2016.

## Trama
La gang vince i biglietti per partecipare alla spedizione sperimentale nello spazio della prima astronave da crociera a cui si unisce un gruppo di personaggi celebri ed eccentrici che, insieme alla squadra, saranno presi alla sprovvista dall'apparizione di un mostruoso alieno, il quale pare voler sabotare la spedizione.